# Sistemul Federal de Rezerve al Statelor Unite ale Americii
The Federal Reserve System, sau Federal Reserve, adesea The Fed, în română, Sistemul federal de rezervă [monetară], este banca centrală națională și sistemul național aferent al acesteia al Statelor Unite ale Americii.
Federal Reserve System este un sistem bancar semi-guvernamental alcătuit din: 
- (1) un consiliu de guvernatori (în engleză, Board of Governors) numiți prin hotărâre prezidențială, care au sediul în Washington, D.C.;
- (2) un comitet federal al pieței libere (în engleză, [the] Federal Open Market Committee;
- (3) douăsprezece bănci regionale, numite regional Federal Reserve Banks localizate în diferite orașe mari de-a lungul națiunii, toate societăți pe acțiuni; și
- (4) numeroase bănci private, care posedă părții variabile din valoarea totală a acțiunilor celor 12 bănci regionale ale sistemului ([the] regional Federal Reserve Banks).

Jerome Powell este actualul Președinte al Sistemului de rezervă monetară, în engleză, Chairman of the Board of Governors of the Federal Reserve System.
Este demn de remarcat că, spre deosebire de multe țări ale lumii în care băncile centrale sunt proprietatea exclusivă a statului respectiv, în Statele Unite ale Americii, Federal Reserve System este deținut de entități private.

## Istoric
După Panica din 1907, a devenit din ce în ce mai evidentă necesitatea unei reforme a sistemului bancar american. Panica din 1907 se înscria într-o serie de crize bancare ce afectaseră economia SUA în precedentul sfert de veac. Sistemul avea două mari slăbiciuni: o monedă inelastică și o lipsă de lichidități. În 1908, Congresul a adoptat Legea Aldrich–Vreeland, care înființa Comisia Monetară Națională care să facă planuri pentru astfel de reforme. Aceasta a venit cu mai multe recomandări, pe care Congresul le-a respins în mod repetat. Începuturile Legii Rezervei Federale au fost într-o revizuire a acestor propuneri redactată de senatorul Aldrich împreună cu reprezentanții marilor grupuri financiare și industriale. The House voted on 22 decembrie 1913, with 298 yeas to 60 nays, and the Senate voted 43–25 on 23 decembrie 1913. President Woodrow Wilson signed the bill later that day.
După Panica din 1907, Comisia era condusă de liderul republican din Senat Nelson Aldrich. Aldrich a înființat două commisii – una care să studieze în profunzime sistemul monetar american, și alta, pe care a condus-o el însuși, care să studieze sistemele bancare europene și să elaboreze un raport despre ele.
La începutul lui noiembrie 1910, Aldrich s-a întâlnit cu cinci membri ai comunității bancare pentru a elabora o lege a sistemului bancar. Paul Warburg, participant la întâlnire și vechi susținător al ei bănci centrale a SUA, a scris ulterior că Aldrich era „impresionat de tot ce observase în străinătate și confruntat cu greaua sarcină de a redacta o propunere legislativă extrem de tehnică în timp ce era măcinat zilnic și de îndatoririle sale parlamentare cotidiene”. După zece zile de deliberări, s-a convenit asupra propunerii inițiale, numite „Planul Aldrich”. Ea avea câteva componente esențiale, între care ideea unei bănci centrale cu sediul la Washington și cu cincisprezece filiale aflate în puncte diferite din SUA, amplasate strategic, și o monedă  elastică și uniformă bazată pe aur și pe bancnotă comercială. Aldrich credea că ideal ar fi ca banca centrală să nu fie sub influență politică, dar a fost convins de Warburg că așa ceva nu este fezabil. The compromise involved representation of the public sector on the Board of Directors.
Propunerea lui Aldritch a întâmpinat opoziție din partea politicienilor. Criticii îl acuzau pe Aldrich că este influențat de bancheri puternici, ca J. P. Morgan și John D. Rockefeller, Jr., ginerele lui Aldrich. Majoritatea republicanilor susțineau Planul Aldrich, dar per ansamblu nu exista suficientă susținere în Congres pentru a fi adoptat, deoarece statelor rurale și vestice li se părea ca el favorizează „stabilimentul estic”. Democrații progresiști susțineau un sistem de rezerve aflat în proprietatea și administrația guvernului; ei credeau că proprietatea publică asupra băncii centrale va pune capăt controlului exercitat de Wall Street asupra masei monetare americane. Democrații conservatori militau pentru un sistem de rezerve descentralizat, aflat în proprietate privată, care să fie, însă, și el, liber de controlul Wall Streetului.
Planul Aldrich inițial a primit o lovitură grea în 1912, când democrații au câștigat președinția și majoritatea în Congres. Președintele Woodrow Wilson credea însă că planul Aldrich poate suferi câteva modificări în așa fel încât să devină o lege bipartizană. El a stat la baza Legii Rezervei Federale, al cărei proiect a fost avansat de senatorul Robert Owen în mai 1913. Diferența principală între această propunere și Planul Aldrich a fost că controlul asupra Comisiei Directoare (denumită acum Comisia Federală pentru Piața Deschisă) trecea în mâinile guvernului. Legea a fost în cele din urmă adoptată de Congres la 23 decembrie 1913, dar nu a fost una bipartizană, fiind susținută mai ales de majoritatea democrată.

## Băncile Sistemului (The Federal Reserve Banks)
Băncile Sistemului federal de rezervă constituie simultan și băncile responsabile de emiterea și controlul monedei americane (dolarul american) într-o anumită zonă de jurisdicție a națiunii numită Federal Reserve District. Numărul de districte federale de rezervă monetară (în engleză, [The] Federal Reserve Districts) coincid cu numărul de bănci regionale, 12.
The Federal Reserve Districts se găsesc mai jos, fiind listate împreună cu numărul și litera lor de identificare, care sunt folosite pentru identificarea bancnotelor SUA (denumite oficial Federal Reserve Notes), pentru identificarea unică a băncii emitente și a seriei sau a "șarjei" emise de aceasta.

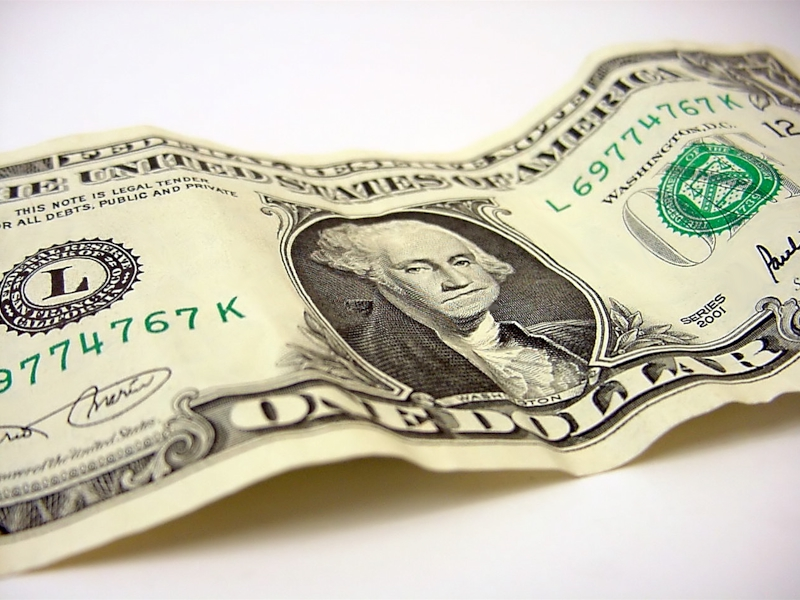
Un dollar american de azi expunând portretul lui George Washington; în colțul din dreapta sus se observă litera L, înaintea seriei bancnotei, semnificând emiterea acesteia în San Francisco.

## Districte

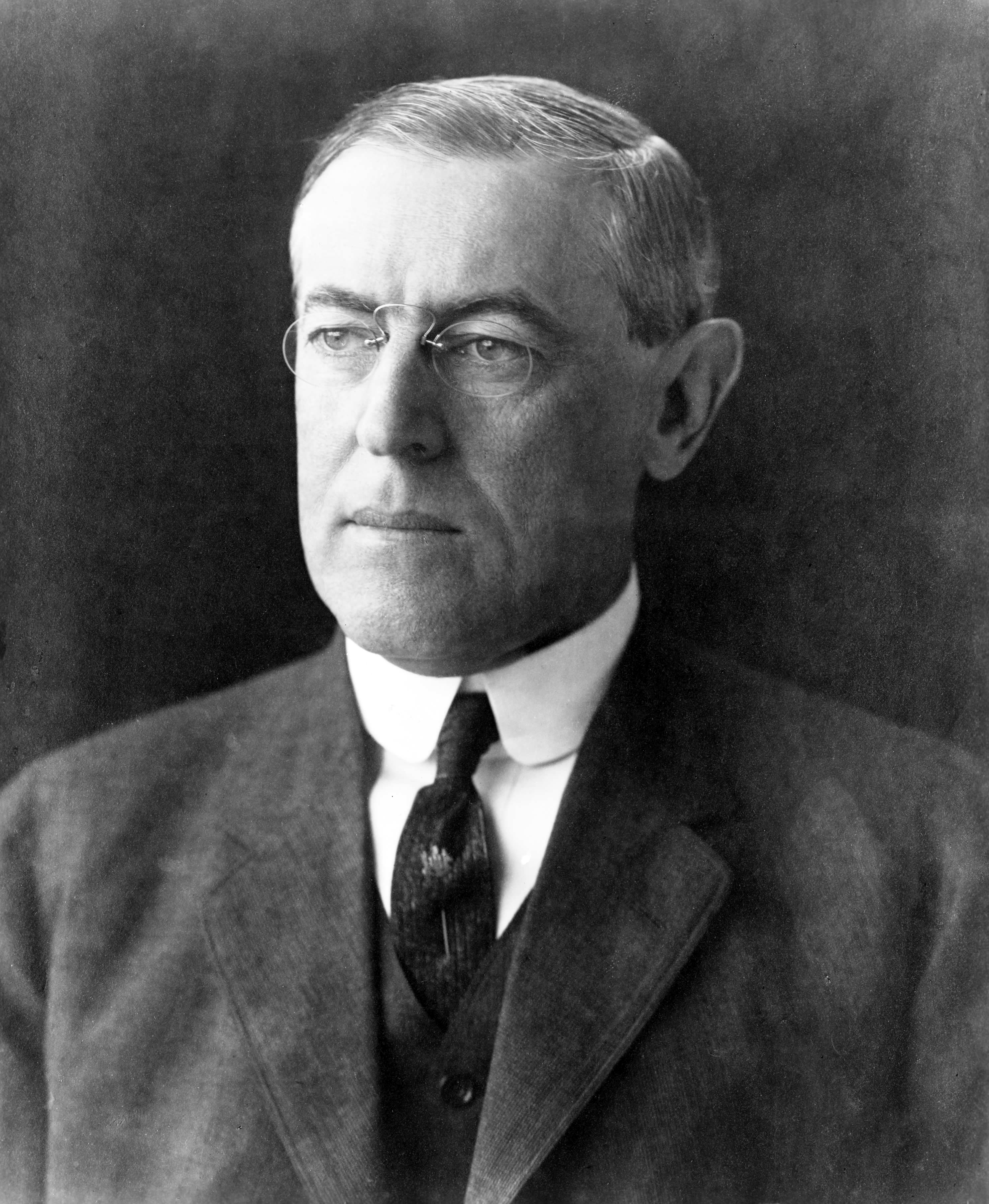
Președintele Woodrow Wilson 1913-1921

| Banca regională                       | Literă | Număr | Sucursală | Sit                                                                      | Președinte         | Poză |
| ------------------------------------- | ------ | ----- | --- | ------------------------------------------------------------------------ | ------------------ | ---- |
| Federal Reserve Bank of Boston        | A      | 1     | | http://www.bos.frb.org/ Arhivat în 5 octombrie 2013, la Wayback Machine. | Eric S. Rosengren  |      |
| Federal Reserve Bank of New York      | B      | 2     | Buffalo (stängd 31 oktober 2008), New York                                                                   | http://www.newyorkfed.org/                                               | William C. Dudley  |      |
| Federal Reserve Bank of Philadelphia  | C      | 3     | | http://www.philadelphiafed.org/                                          | Charles I. Plosser |      |
| Federal Reserve Bank of Cleveland     | D      | 4     | Cincinnati, Ohio / Pittsburgh, Pennsylvania                                                                  | http://www.clevelandfed.org/                                             | Sandra Pianalto    |      |
| Federal Reserve Bank of Richmond      | E      | 5     | Baltimore, Maryland / Charlotte, North Carolina                                                              | http://www.richmondfed.org/                                              | Jeffrey M. Lacker  |      |
| Federal Reserve Bank of Atlanta       | F      | 6     | Birmingham, Alabama / Jacksonville, Florida / Miami, Florida / Nashville, Tennessee / New Orleans, Louisiana | http://www.frbatlanta.org/                                               | Dennis P. Lockhart |      |
| Federal Reserve Bank of Chicago       | G      | 7     | Detroit, Michigan / Des Moines, Iowa                                                                         | http://www.chicagofed.org/                                               | Charles L. Evans   |      |
| Federal Reserve Bank of St Louis      | H      | 8     | Little Rock, Arkansas / Louisville, Kentucky / Memphis, Tennessee                                            | http://www.stlouisfed.org/                                               | James B. Bullard   |      |
| Federal Reserve Bank of Minneapolis   | I      | 9     | Helena, Montana                                                                                              | http://www.minneapolisfed.org/                                           | Gary H. Stern      |      |
| Federal Reserve Bank of Kansas City   | J      | 10    | Denver, Colorado / Oklahoma City, Oklahoma / Omaha, Nebraska                                                 | http://www.kansascityfed.org/                                            | Thomas M. Hoenig   |      |
| Federal Reserve Bank of Dallas        | K      | 11    | El Paso, Texas / Houston, Texas / San Antonio, Texas                                                         | http://www.dallasfed.org/                                                | Richard W. Fisher  |      |
| Federal Reserve Bank of San Francisco | L      | 12    | Los Angeles, Kalifornien / Portland, Oregon / Salt Lake City, Utah / Seattle, Washington                     | http://www.frbsf.org/                                                    | Janet L. Yellen    |      |

## Poziția legală și poziția în guvern

Componentele diferite ale Federal Reserve System au diferite statute legale.
Astfel, [The] Board of Governors of the Federal Reserve System este o agenție guvernamemntală independentă. Acest Consiliu de guvernatori sunt responsabili în fața unor legi așa cum sunt Freedom of Information Act și Privacy Act, care se referă la agenții guvernamentale și nu la entități particulare.

## Guvernatori ai Sistemului Federal de Rezerve
| Nr. | Anii în care a fost guvernator | Nume                         | Poză |
| --- | ------------------------------ | ---------------------------- | ---- |
| 1   | 1914-1916                      | Charles Hamlin               |      |
| 2   | 1916-1922                      | William P. G. Harding        |      |
| 3   | 1923-1927                      | Daniel Richard Crissinger    |      |
| 4   | 1927-1930                      | Roy A. Young                 |      |
| 5   | 1930-1933                      | Eugene Meyer                 |      |
| 6   | 1933-1934                      | Eugene R. Black              |      |
| 7   | 1934-1948                      | Marriner Stoddard Eccles     |      |
| 8   | 1948-1951                      | Thomas B. McCabe             |      |
| 9   | 1951-1970                      | William McChesney Martin, Jr |      |
| 10  | 1970-1978                      | Arthur Burns                 |      |
| 11  | 1978-1979                      | William Miller               |      |
| 12  | 1979-1987                      | Paul Volcker                 |      |
| 13  | 1987-2006                      | Alan Greenspan               |      |
| 14  | 2006-                          | Ben Bernanke                 |      |

## Rezultate financiare
În ianuarie 2010, Federal Reserve (Fed), a anunțat un profit net record de 52,1 miliarde dolari pentru 2009, în creștere cu 13% față de cel înregistrat în 2008, potrivit datelor preliminare

## Inflația în Statele Unite ale Americii

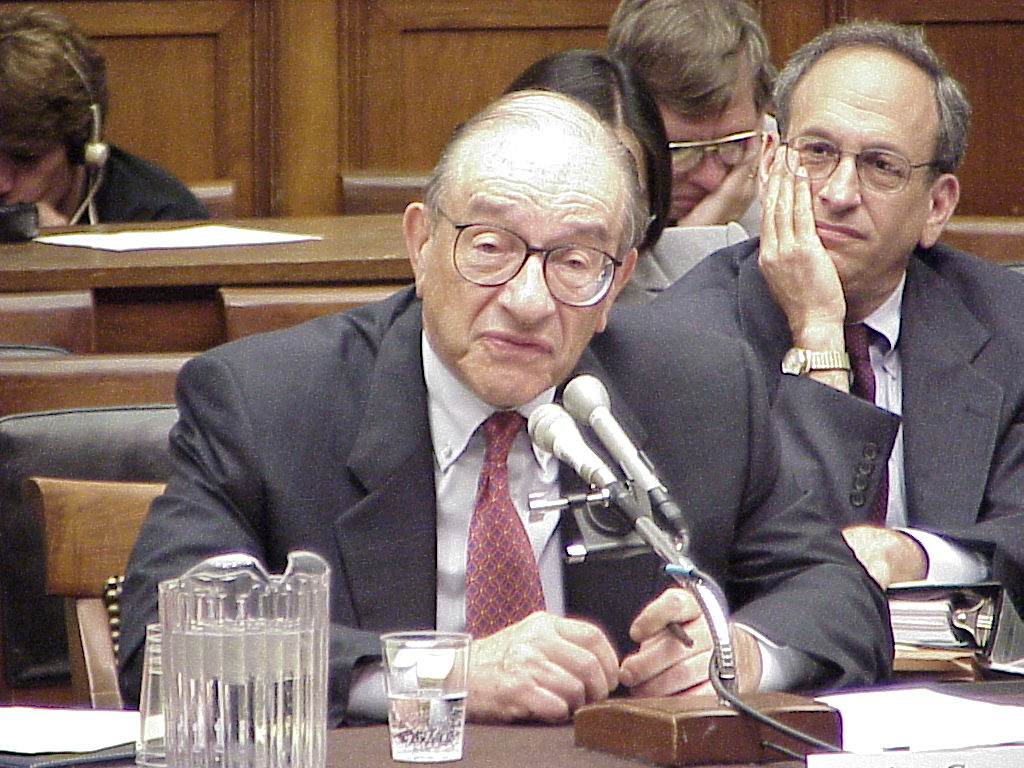

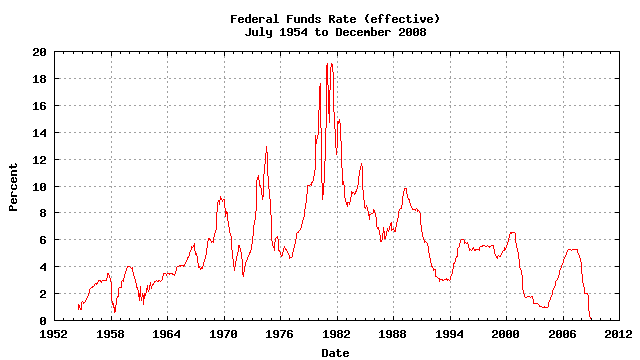

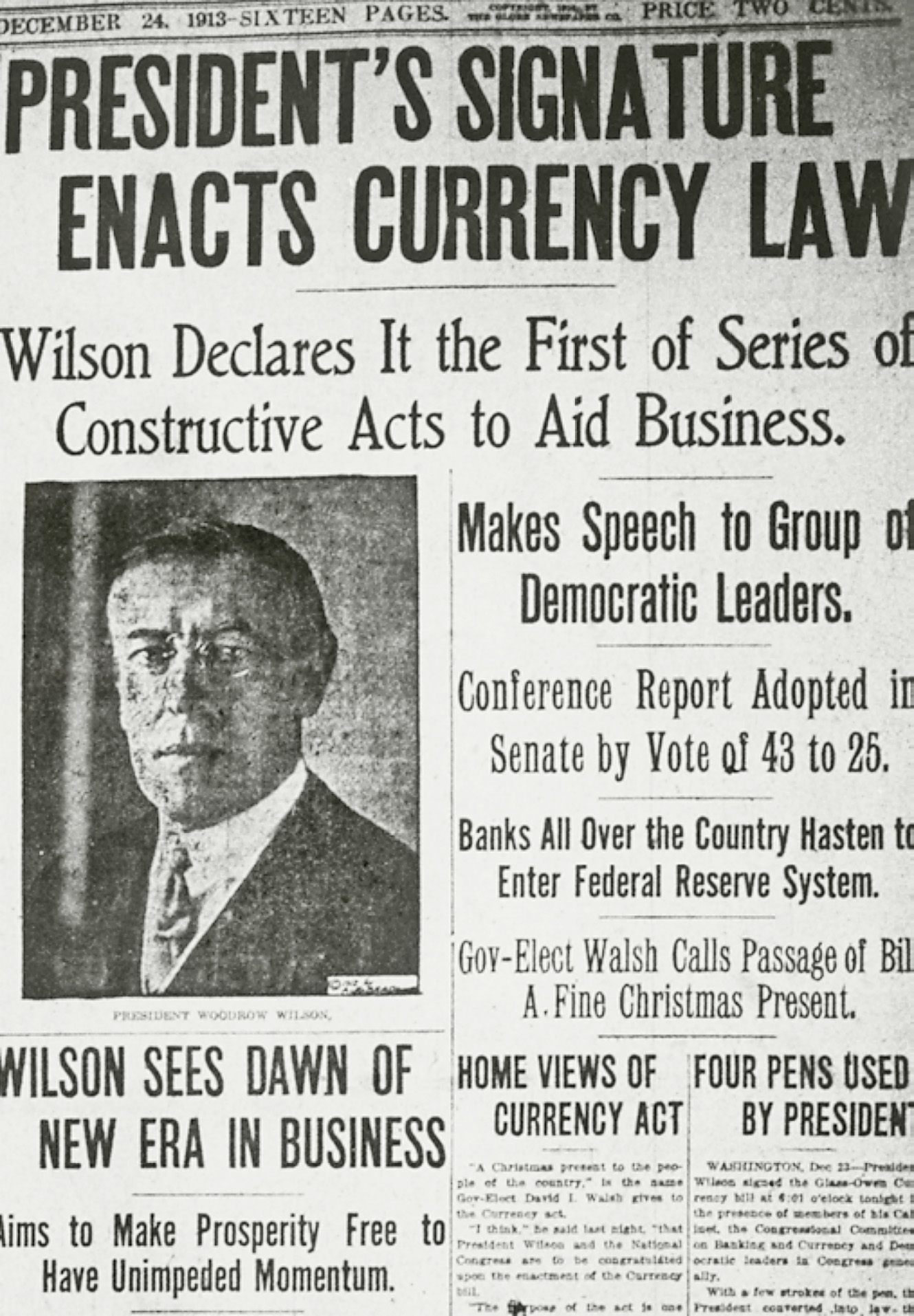

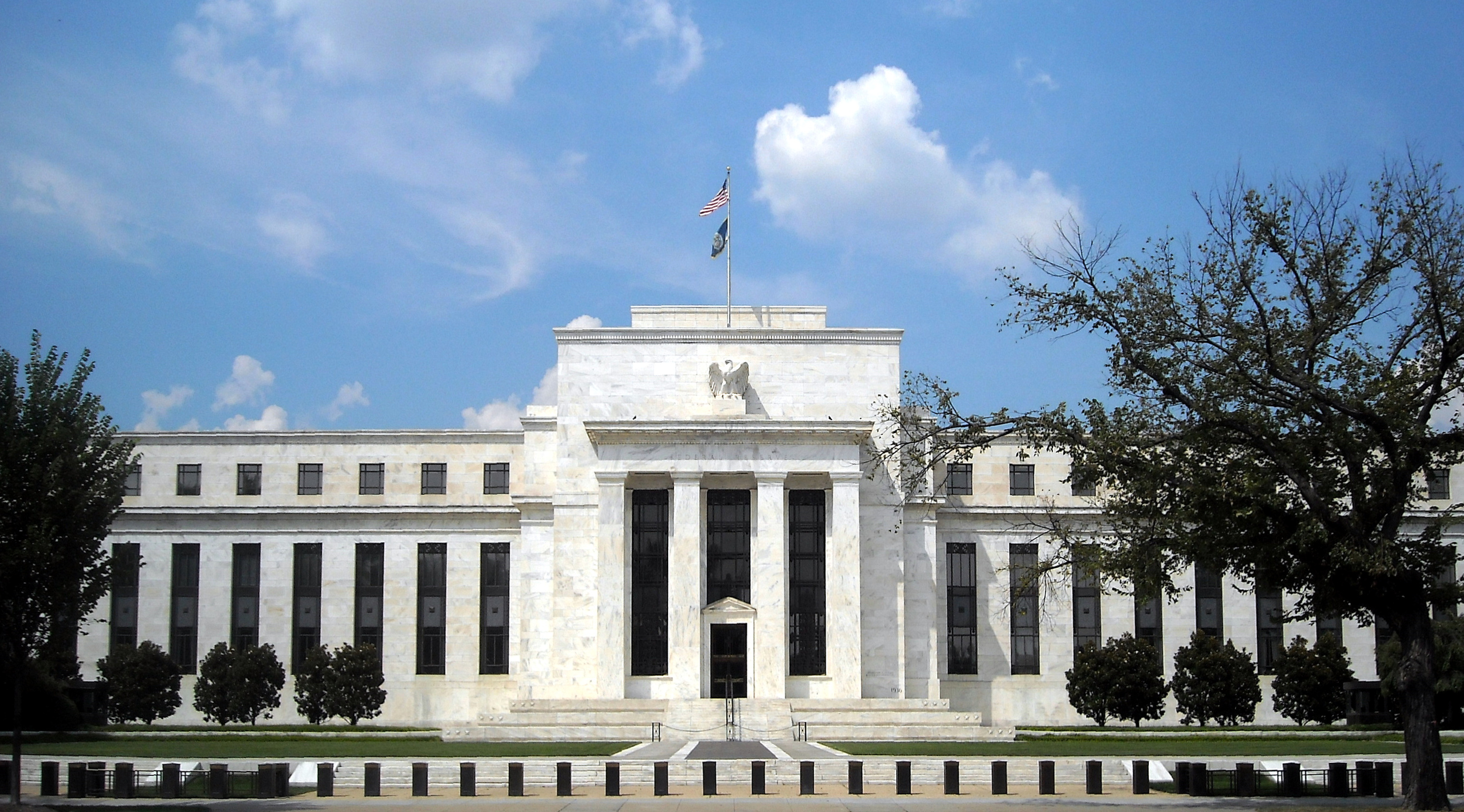

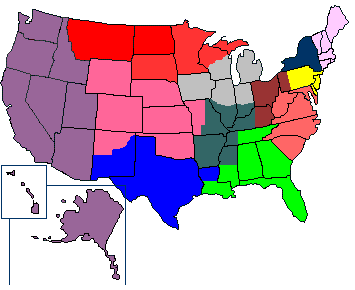

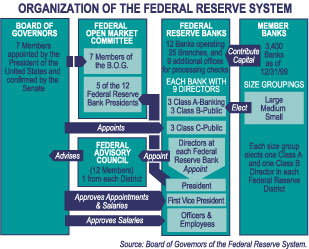

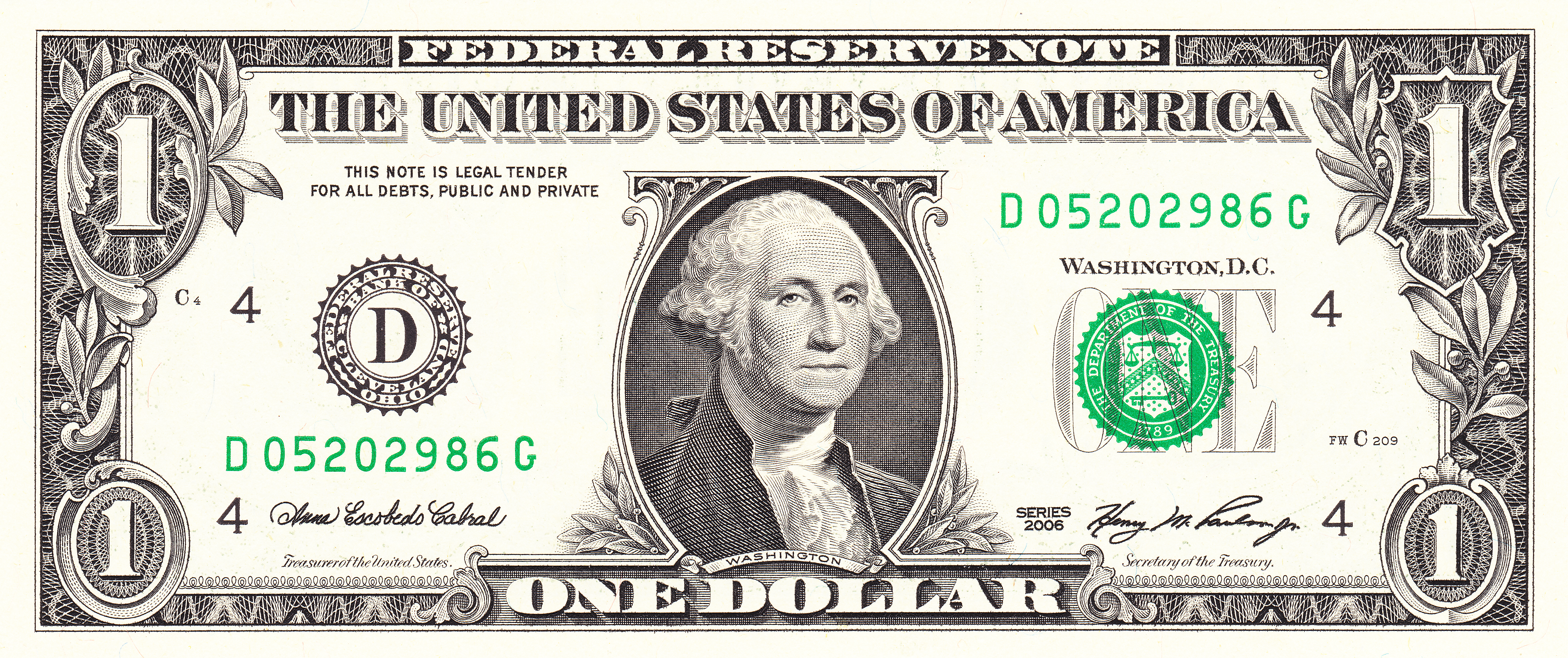

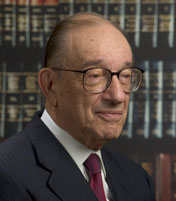

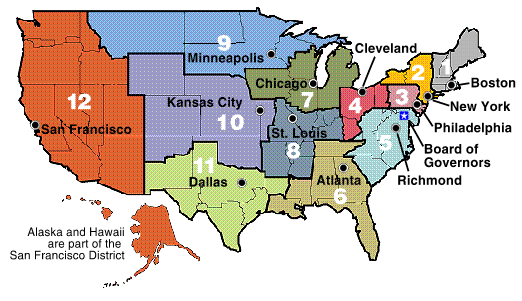

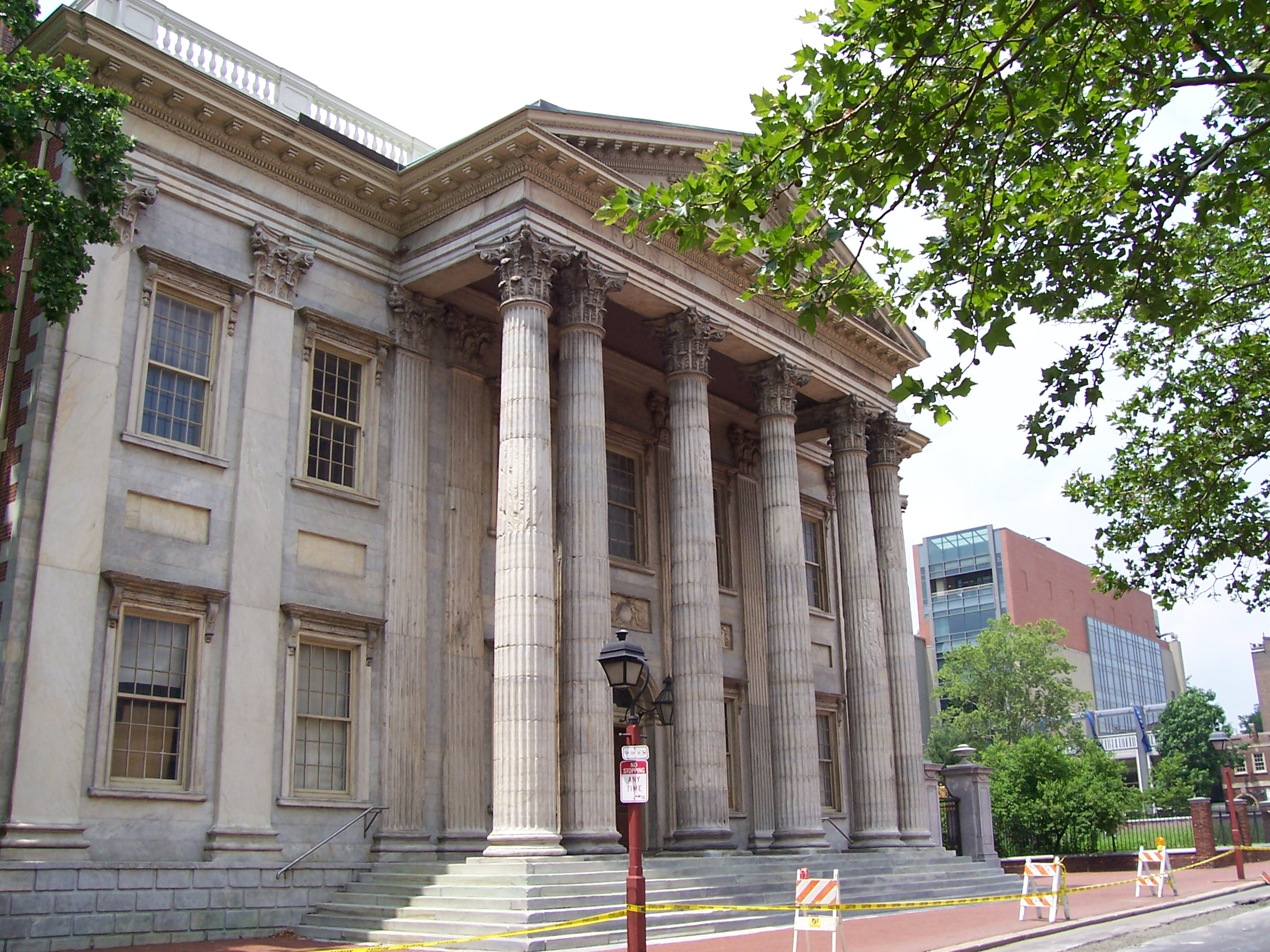